# کتابخانه تک‌کتابدار
کتابخانه تک‌کتابدار (به انگلیسی: One-Person Library) به آن دسته از کتابخانه‌ها یا مراکز اطلاع‌رسانی گفته می‌شود که تنها یک کارمند متخصص (کتابدار) داشته باشند. هر چند ممکن است کارورز، داوطلب یا دستیار در اداره کتابخانه به او کمک کنند، اما مسئولیت مدیریت تمام بخش‌های کتابخانه با تک‌کتابدار است. 

## جدول زمانی

### جهان
طی پنج دهه گذشته، نخستین گام‌های جدی در این حوزه میان‌رشته‌ای به شرح زیر بوده‌است:
۱۹۷۲ نخستین کاربرد اصطلاح OPL (کتابخانه تک‌کتابدار).
۱۹۷۶ انتشار نخستین مقاله ویژه تک‌کتابدار.
۱۹۸۴ تأسیس خبرنامه کتابخانه تک‌کتابدار.
۱۹۸۶ تأسیس نخستین سازمان ویژه تک‌کتابدار.
۱۹۸۶ انتشار نخستین کتاب موضوعی (مدیریت کتابخانه‌های تک‌کتابدار).
۱۹۸۷ برگزاری دوره آموزش مستمر دربارهٔ کتابخانه‌های تک‌کتابدار.
۱۹۸۸ تأسیس بخش تک‌کتابداران در انجمن‌های کتابداری.
۱۹۹۷ بنا نهادن نخستین جایزه موضوعی کتابخانه تک‌کتابدار.
۱۹۹۷ انتشار بیانیه کتابخانه‌های تک‌کتابدار.
۱۹۹۹ راه‌اندازی نخستین گروه بحث الکترونیکی ویژه تک‌کتابداران.
۱۹۹۹ راه‌اندازی نخستین شبکه حرفه‌ای تک‌کتابداران.

### ایران
در خرداد ماه ۱۳۹۷ نهاد کتابخانه‌های عمومی کشور نخستین دوره آموزشی «مدیریت کتابخانه‌های تک‌کتابدار» را به زبان فارسی برگزار کرد. بیش از پنج هزار تک‌کتابدار و کتابدار داوطلب این دوره یادگیری مجازی را با پیام خانم جودیت سیس آغاز کردند
در مهر ماه ۱۳۹۷ دانشگاه فرهنگیان اقدام به برگزاری دوره آموزش مجازی «مدیریت کتابخانه‌های تک‌کتابدار دانشگاهی» برای کتابداران پردیس های سراسر کشور نمود 